# 麦克唐纳
麦克唐纳、麥唐娜或者 麥唐諾（MacDonald）可以指：

## 人物
MacDonald/Macdonald
- 约翰·亚历山大·麦克唐纳（法語：Etienne-Jacques-Joseph-Alexandre MacDonald, Duke of Taranto；1765年11月17日－1840年9月25日），加拿大首位总理。
- 艾蒂安·麦克唐纳（法語：Etienne-Jacques-Joseph-Alexandre MacDonald, Duke of Taranto；1765年11月17日－1840年9月25日），拿破仑战争期间法国军事领导人。
- 拉姆齊·麥克唐納（英語：James Ramsay MacDonald，1866年10月12日－1937年11月9日），英國政治家
- 乔治·麦克唐纳（英語：George MacDonald，1906年10月5日－1997年9月25日），加拿大男子賽艇運動員。
- 凯文·麦克唐纳（英語：Kevin Macdonald，1967年10月28日－），蘇格蘭電影導演。
- 艾米·麦克唐纳（英語：Amy MacDonald，1987年8月23日－），蘇格蘭歌手。
- 马特·麦克唐纳（英語：Matt Macdonald，1999年3月15日－），新西兰男子赛艇运动员。
- 保罗·麦克唐纳（英語：Paul MacDonald，1960年1月8日－），新西蘭男性皮划艇運動員。
- 德怀特·麦克唐纳（英語：Dwight Macdonald，1906年3月24日－1982年12月19日），美國作家、編輯、影評人、哲學家和激進政治家。
- 彼得·麦克唐纳（英语：Peter MacDonald），英國電影導演。
- 奥利弗·麦克唐纳（英語：Oliver Macdonald，1904年2月20日－1973年4月14日），美國男子田徑運動員，主攻短跑。
- 托马斯·洛吉·麦克唐纳（英語：Thomas Logie MacDonald, 1901年－1973年），蘇格蘭天文學家和政治家。
- 諾姆·麥克唐納（英語：Norman Gene Macdonald，1959年10月17日－2021年9月14日），加拿大演員、作家、製片人和喜劇演員。
- 菲奥娜·麦克唐纳（英語：Fiona MacDonald，1974年12月9日－），蘇格蘭女子冰壺運動員。
- 罗斯·麦克唐纳（英語：Ross MacDonald，1965年1月27日－），加拿大帆船运动员。
- 艾琳·麦克唐纳（英語：Irene MacDonald，1931年11月22日－2002年6月20日），加拿大女潛水員。
- 加里·麦克唐纳（英語：Gary MacDonald，1953年12月15日－），加拿大男子游泳运动员。
- 阿奇·麦克唐纳（英語：Archie MacDonald，1895年2月23日－1965年5月5日），英國男子摔跤手。
- 拜伦·麦克唐纳（英語：Byron MacDonald，1950年7月23日－），加拿大男子游泳运动员。
- 琳赛·麦克唐纳（英語：Linsey MacDonald，1964年2月14日－），英國女子田徑運動員。
- 丹尼尔·麦克唐纳（英語：Daniel MacDonald，1908年10月9日－1979年10月10日），加拿大男子摔跤运动员。
- 伯特伦·麦克唐纳（英語：Bertram Macdonald，1902年5月25日－1965年12月28日），英国男子田径运动员。
- 加菲尔德·麦克唐纳（英語：Garfield MacDonald，1881年8月8日－1951年11月6日），加拿大男子田径运动员。
- 羅斯·麥唐諾（Ross Macdonald，本名為Kenneth Millar，1915年12月13日－1983年7月11日），美國作家。

McDonald
- 阿瑟·麦克唐纳（英語：Arthur Bruce McDonald，1943年8月29日－），加拿大物理學家。
- 特雷弗·麦克唐纳（英語：Sir Trevor McDonald，1939年8月16日－），特立尼達出生的英國新聞主播和記者。
- 克里斯托弗·麦克唐纳（英語：Christopher McDonald，1955年2月15日－），美國演員。
- 罗伯特·麦克唐纳（英语：Robert Alan McDonald；1953年6月20日—），美國政治家、企業家，現任美國退伍軍人事務部部長。
- 威廉·约翰逊·麦克唐纳（英語：William Johnson McDonald，1844年12月21日－1926年2月8日（也又报导说他死于2月6日），美國銀行家。
- 贝弗莉·麦克唐纳（英語：Beverly McDonald，1970年2月15日－），牙買加女子田徑運動員。
- 奧黛莉·麥唐娜（英語：Audra Ann McDonald，1970年7月3日－），美國女演員。
- 鲁希恩·麦克唐纳（英語：Rusheen McDonald，1992年8月17日－），牙買加男子短跑運動員。
- 科林·麦克唐纳（英語：Colin McDonald，1930年10月15日－），[前英格蘭男子足球運動員、守門員。
- 帕特·麦克唐纳（英語：Pat McDonald，1878年7月29日－1954年5月16日），美國男子田徑運動員。
- 威廉·W·麦克唐纳（英語：William W. McDonald），美國牧場主和環保主義者。
- 安德鲁·麦克唐纳（英語：Andrew John "Drew" McDonald，1955年10月19日－），美國男子水球運動員。
- 杰茜卡·麦克唐纳（英語：Jessica McDonald，1988年2月28日－），美國女子足球運動員。
- 安迪·麥克唐納（英語：Andy McDonald，1958年3月8日－），英國政治家。
- 道格拉斯·麦克唐纳（英語：Douglas McDonald，1935年5月11日－），加拿大男子賽艇運動員。
- 朱莉·麦克唐纳（英語：Julie McDonald，1970年3月14日－），澳大利亚女子游泳运动员。
- 拉里·麥唐諾（Lawrence Patton McDonald，1935年4月1日－1983年9月1日），美國政治人物。
- 麥肯齊·麥克唐納（英語：Mackenzie McDonald，1995年4月16日－），美國職業網球運動員。

|  | 本页或本分段罗列了姓氏为「麦克唐纳」的人物。 如果是一个指代特定个人的内链将您引导到本页，請考慮修正該人物的名字以將链接指向正確的條目。 |